# Australian Open-mesterskabet i mixed double 2024
Australian Open-mesterskabet i mixed double 2024 var den 81. turnering om Australian Open-mesterskabet i mixed double. Turneringen var en del af Australian Open 2024 og blev spillet i Melbourne Park i Melbourne, Australien i perioden 18. - 26. januar 2024 med deltagelse af 32 par.
Mesterskabet blev vundet af Hsieh Su-Wei og Jan Zieliński, der spillede deres første turnering som makkere, og som i finalen besejrede Desirae Krawczyk og Neal Skupski med 6-7(5), 6-4, [11-9]. Hsieh og Zieliński var undervejs bagud med 6-7(5), 2-4 men formåede at vende kampen ved at vinde andet sæt og dermed fremtvinge en afgørende match tiebreak. I match tiebreaken kom det taiwansk-polske par i første omgang foran med 7-4, men forspringet forsvandt som dug for solen, og parret måtte afværge en matchbold ved stillingen 8-9, inden ved at vinde kampens tre sidste point sikrede sig titlen.
Både Hsieh Su-Wei og Jan Zieliński var i deres første grand slam-finale i mixed double, og vandt følgelig begge deres første grand slam-titel i mixed double i deres karrierer. Hsieh blev den første spiller fra Taiwan, der vandt Australian Open-mesterskabet i mixed double, og hun havde i de 24 grand slam-turneringer i mixed double, som hun indtil da havde deltaget i, ikke nået længere end til semifinalen. Zieliński havde inden turneringen aldrig vundet en mixed double-kamp i grand slam-regi, men han blev den første polske spiller i tennishistorien, der vandt en grand slam-titel i mixed double efter at fire polakker tidligere havde været i en finale og tabt.
Hsieh sikrede sig sin syvende grand slam-titel i karrieren, idet hun tidligere havde vundet seks damedoubletitler på grand slam-niveau. Zieliński havde ikke tidligere i sin karriere været i en grand slam-finale.
Desirae Krawczyk og Neal Skupski var i deres tredje grand slam-finale i mixed double som makkere, men det var første gang, at de måtte forlade slutkampen i taberens rolle, idet de havde vundet deres to første finaler ved Wimbledon-mesterskabet i 2021 og 2022. Krawcyk havde endvidere været i yderligere to mixed double-finaler på grand slam-niveau, hvor hun havde vundet Roland-Garros 2021 og US Open 2021 med Joe Salisbury som makker.
De forsvarende mestre, Luisa Stefani og Rafael Matos, tabte i første runde til Heather Watson og Joe Salisbury.
Siden Ruslands invasion af Ukraine i begyndelsen af 2022 havde tennissportens styrende organer, WTA, ATP, ITF og de fire grand slam-turneringer, tilladt, at spillere fra Rusland og Hviderusland fortsat kunne deltage i grand slam-turneringer samt turneringer på ATP Tour og WTA Tour, men de kunne ikke stille op under landenes navne eller flag, og spillerne fra de to lande deltog derfor i turneringen under neutralt flag.

## Pengepræmier
Den samlede præmiesum til spillerne i mixed double androg A$ 681.600 (ekskl. per diem), hvilket var en stigning på 4,9 % i forhold til året før.
| Resultat               | Pengepræmier | Pengepræmier | Ændring ift. 2023 |
| Resultat               | Pr. par      | Total        | Ændring ift. 2023 |
| ---------------------- | ------------ | ------------ | ----------------- |
| Vindere (1)            | A$ 165.000   | A$ 165.000   | +4,6 %            |
| Finalister (1)         | A$ 94.000    | A$ 94.000    | +5,1 %            |
| Semifinalister (2)     | A$ 50.000    | A$ 100.000   | +5,3 %            |
| Kvartfinalister (4)    | A$ 26.500    | A$ 106.000   | +5,0 %            |
| Tabere i 2. runde (8)  | A$ 13.275    | A$ 106.200   | +4,9 %            |
| Tabere i 1. runde (16) | A$ 6.900     | A$ 110.400   | +4,5 %            |
| Samlet præmiesum       | -            | A$ 681.600   | +4,9 %            |

## Turnering

### Deltagere
Turneringen havde deltagelse af 32 par, der var fordelt på:
- 24 direkte kvalificerede par i form af deres ranglisteplacering.
- 8 par, der har modtaget et wildcard.

#### Seedede spillere
De 8 bedste par blev seedet:
| Seedning | Rang. | Rang. | Spillere                                | Resultat        |
| Seedning | Sum   | Ind.  | Spillere                                | Resultat        |
| -------- | ----- | ----- | --------------------------------------- | --------------- |
| 1        | 5     | 1 4   | Storm Hunter Matthew Ebden              | Anden runde     |
| 2        | 25    | 16 9  | Desirae Krawczyk Neal Skupski           | Finalister      |
| 3        | 25    | 6 19  | Hsieh Su-Wei Jan Zieliński              | Mestre          |
| 4        | 31    | 20 11 | Chan Hao-Ching Santiago González        | Første runde    |
| 5        | 31    | 5 26  | Laura Siegemund Sander Gillé            | Kvartfinalister |
| 6        | 32    | 7 25  | Gabriela Dabrowski Nathaniel Lammons    | Kvartfinalister |
| 7        | 32    | 15 17 | Nicole Melichar-Martinez Kevin Krawietz | Kvartfinalister |
| 8        | 32    | 17 15 | Ellen Perez Jean-Julien Rojer           | Anden runde     |

#### Wildcards
Otte par modtog et wildcard til turneringen.
| Spillere                     | Resultat       |
| ---------------------------- | -------------- |
| Jaimee Fourlis Andrew Harris | Semifinalister |
| Arina Rodionova Max Purcell  | Første runde   |
| Kimberly Birrell John Peers  | Første runde   |
| Daria Saville Luke Saville   | Første runde   |
| Maya Joint Dane Sweeny       | Første runde   |
| Priscilla Hon Adam Walton    | Første runde   |
| Olivia Gadecki Marc Polmans  | Semifinalister |
| Luisa Stefani Rafael Matos   | Første runde   |

### Resultater
| Storm Hunter  |
| Matthew Ebden |

| Ljudmyla Kitjenok |
| Mate Pavić        |

| Storm Hunter  |
| Matthew Ebden |

| Anna Danilina  |
| Andrés Molteni |

| Jaimee Fourlis |
| Andrew Harris  |

| Jaimee Fourlis |
| Andrew Harris  |

| Jaimee Fourlis |
| Andrew Harris  |

| Bethanie Mattek-Sands |
| Marcelo Arévalo       |

| Laura Siegemund |
| Sander Gillé    |

| Ena Shibahara |
| Joran Vliegen |

| Ena Shibahara |
| Joran Vliegen |

| Arina Rodionova |
| Max Purcell     |

| Laura Siegemund |
| Sander Gillé    |

| Laura Siegemund |
| Sander Gillé    |

| Jaimee Fourlis |
| Andrew Harris  |

| Hsieh Su-Wei  |
| Jan Zieliński |

| Hsieh Su-Wei  |
| Jan Zieliński |

| Kimberly Birrell |
| John Peers       |

| Hsieh Su-Wei  |
| Jan Zieliński |

| Demi Schuurs |
| Hugo Nys     |

| Demi Schuurs |
| Hugo Nys     |

| Miyu Kato |
| Tim Pütz  |

| Hsieh Su-Wei  |
| Jan Zieliński |

| Ljudmila Samsonova |
| Andrea Vavassori   |

| Nicole Melichar-Martinez |
| Kevin Krawietz           |

| Daria Saville |
| Luke Saville  |

| Ljudmila Samsonova |
| Andrea Vavassori   |

| Maya Joint  |
| Dane Sweeny |

| Nicole Melichar-Martinez |
| Kevin Krawietz           |

| Nicole Melichar-Martinez |
| Kevin Krawietz           |

| Hsieh Su-Wei  |
| Jan Zieliński |

| Gabriela Dabrowski |
| Nathaniel Lammons  |

| Desirae Krawczyk |
| Neal Skupski     |

| Priscilla Hon |
| Adam Walton   |

| Gabriela Dabrowski |
| Nathaniel Lammons  |

| Nadija Kitjenok |
| Máximo González |

| Jana Sizikova |
| Jamie Murray  |

| Jana Sizikova |
| Jamie Murray  |

| Gabriela Dabrowski |
| Nathaniel Lammons  |

| Aldila Sutjiadi |
| Michael Venus   |

| Olivia Gadecki |
| Marc Polmans   |

| Erin Routliffe  |
| Jackson Withrow |

| Aldila Sutjiadi |
| Michael Venus   |

| Olivia Gadecki |
| Marc Polmans   |

| Olivia Gadecki |
| Marc Polmans   |

| Chan Hao-Ching    |
| Santiago González |

| Olivia Gadecki |
| Marc Polmans   |

| Ellen Perez       |
| Jean-Julien Rojer |

| Desirae Krawczyk |
| Neal Skupski     |

| Ulrikke Eikeri   |
| Harri Heliövaara |

| Ellen Perez       |
| Jean-Julien Rojer |

| Luisa Stefani |
| Rafael Matos  |

| Heather Watson |
| Joe Salisbury  |

| Heather Watson |
| Joe Salisbury  |

| Heather Watson |
| Joe Salisbury  |

| Veronika Kudermetova |
| Lloyd Glasspool      |

| Desirae Krawczyk |
| Neal Skupski     |

| Taylor Townsend |
| Marcelo Melo    |

| Veronika Kudermetova |
| Lloyd Glasspool      |

| Giuliana Olmos         |
| Édouard Roger-Vasselin |

| Desirae Krawczyk |
| Neal Skupski     |

| Desirae Krawczyk |
| Neal Skupski     |